# Ungkarlsbabyn
Ungkarlsbabyn (franska: Trois hommes et un couffin) är en fransk komedifilm från 1985 i regi av Coline Serreau.

## Utmärkelser
Filmen vann Césarpriset för bästa film 1986.

## Roller (urval)
- Roland Giraud – Pierre
- André Dussollier – Jacques
- Michel Boujenah – Michel
- Philippine Leroy-Beaulieu – Sylvia
- Dominique Lavanant – Mme Rapons
- Marthe Villalonga – Antoinette
- Annick Alane – apotekaren